# Varco di Fulda

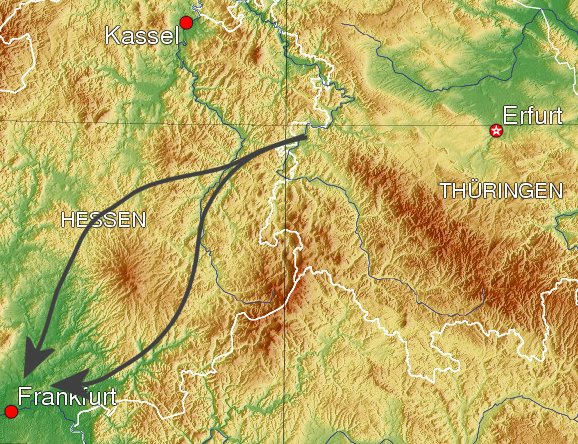
Vie d'invasione possibili dopo il superamento del varco di Fulda, ottimo terreno per il transito di forze corazzate

Il varco di Fulda (conosciuto anche come stretta di Fulda, corridoio di Fulda o breccia di Fulda; in inglese: Fulda Gap) è la denominazione data comunemente nei paesi della NATO all'area pianeggiante situata tra il vecchio confine tedesco-orientale e Francoforte sul Meno in Germania.
La zona, che prende nome dalla città di Fulda è attraversata da due direttrici pianeggianti che corrono parallele da nord-est a sud-ovest. Il varco, circondato da colline (tra i Rhön Hohe Knüllgebirge) e montagne (gli Spessart e le montagne Vogelsberg), ha sempre offerto un facile percorso d'attraversamento per eserciti in marcia fra i territori polacchi e brandeburghesi e la Baviera ed il Reno.
Nel corso dei secoli fu attraversato dalle truppe napoleoniche sconfitte nella battaglia di Lipsia (sfruttando il varco Napoleone riuscì a battere gli inseguitori austro-bavaresi nella battaglia di Hanau) e dalla III armata statunitense del generale Patton nelle ultime fasi della seconda guerra mondiale.
Nel corso della guerra fredda il terreno, adatto al movimento di forze meccanizzate e privo di pericolose strettoie, assunse una grande importanza strategica poiché teoricamente avrebbe potuto consentire alle potenti forze corazzate del Gruppo di forze sovietiche in Germania di sfondare il fronte della NATO e raggiungere rapidamente il Reno. Per tali ragioni il concetto di una battaglia per il varco di Fulda è stato un elemento primario della pianificazione strategica della NATO durante la guerra fredda, ed elicotteri d'attacco come il Bell AH-1 Cobra e l'AH-64 Apache e l'aereo anticarro A-10 Thunderbolt II (Warthog) sono stati sviluppati per una tale eventualità.

## Posizione strategica

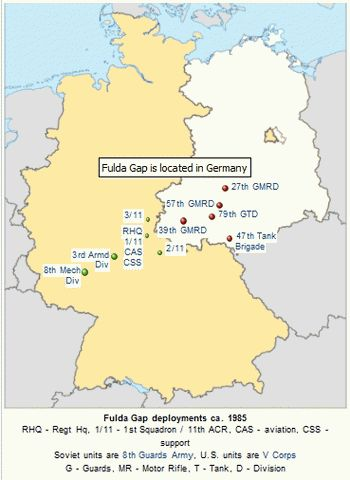
Le armate posizionate nella direttiva del varco di Fulda negli anni ottanta.

In prossimità del varco di Fulda, l'occupazione nemica di Francoforte, cuore finanziario della Germania Ovest, sarebbe stata una grave perdita tedesco-occidentale e per la NATO, come è stato anche sede di due aeroporti di grandi dimensioni (il principale è la base aerea Rhein-Main) che sono stati progettati per ricevere rinforzi dagli Stati Uniti in caso di guerra. Infine da Francoforte si può raggiungere velocemente la base aerea di Ramstein ed i ponti sul fiume Reno.
Il terreno più alto tra i due percorsi sono i monti Vogelsberg. Forse ancora più importante, il terreno tra il varco di Fulda e il fiume Reno era meno robusto (e dunque i tank potevano impantanarsi nel fango, ma non in inverno quando con il gelo il terreno si solidifica), ma offriva un percorso breve alle forze sovietiche che poteva permettere loro di raggiungere e attraversare il Reno, prima che la NATO potesse impedirlo. Si riteneva che il percorso del varco di Fulda fosse meno adatto per il movimento di truppe meccanizzate rispetto alla pianura nord-tedesca (anche perché circondato da colline che possono servire per nascondere artiglieria, elicotteri d'attacco e fanteria con armi anticarro).

## Nell'epoca napoleonica
Si tratta approssimativamente della stessa rotta che Napoleone Bonaparte scelse per ritirare le sue armate dopo la sconfitta nella battaglia di Lipsia. Napoleone ebbe successo nello sconfiggere in loco un'armata congiunta austro-bavarese comandata da Carl Philipp von Wrede nella battaglia di Hanau, non lontano da Francoforte; in seguito riuscì a fuggire in Francia (in effetti è la via più breve e diretta tra Berlino e Parigi).

## Seconda guerra mondiale
La rotta del passo di Fulda venne usata dai U.S. XII Corps durante la seconda guerra mondiale per penetrare verso est nel tardo marzo e aprile del 1945, in direzione di Berlino, che fu comunque espugnata dall'Armata Rossa.

## Il varco di Fulda nella guerra fredda
Strateghi su entrambi i lati della cortina di ferro hanno capito l'importanza del varco di Fulda, e conseguentemente hanno assegnato all'area forze difensive ed offensive, oltre a svolgere nell'area esercitazioni militari e a elaborare vari piani di guerra. Durante la guerra fredda la zona di frontiera est-ovest dell'epoca nel varco di Fulda era affidata alla custodia della 11th Armored Cavalry Regiment (ACR) (1972 al 1994).
Prima del 1972, l'ACR 14ª sorvegliò il varco di Fulda per 24 anni, e prima di loro, il compito era affidato al Third Constabulary Corps. ed al 1º Reggimento Constabulary Brigade.
- 1946-1948: 3rd Constabulary Corps & 1st Regiment Constabulary Brigade
- 1948-1972: 14th Armored Cavalry Regiment (14th ACR)
- 1972-1994: 11th Armored Cavalry Regiment (11th ACR)

La cavalleria corazzata, in tempo di pace era utilizzata per controllare il confine est-ovest per rilevare indizi di movimenti presumibilmente attribuibili allo scaglionamento in pre-attacco dell'Armata Rossa. La missione della cavalleria corazzata in guerra era quello di rallentare l'attacco sovietico fino a che le pesanti unità corazzate (principalmente tank M1 Abrams, e prima di loro i carri armati M60 Patton americani ed i Leopard 2 e Leopard 1 tedeschi) del V Corpo Statunitense fossero intervenute per difendere il varco di Fulda.
La cavalleria blindata sarebbe servita anche come una forza di ricognizione e copertura in continuo contatto visivo con le forze del Patto di Varsavia. Le divisioni assegnate a difendere il varco di Fulda erano la 3ª Divisione corazzata e la 8ª Divisione di fanteria meccanizzata, mentre più a nord avrebbero contribuito a respingere l'invasore anche le unità del III Corpo d'armata della Bundeswehr con una divisione meccanizzata, la 5. Panzer-Division e la 12. Panzer-Division. I piani di rafforzamento Reforger, prevedevano inoltre il rapido afflusso dagli Stati Uniti del grosso della 4. Divisione di fanteria meccanizzata americana. La missione assegnata a queste forze era di combattere e fermare il più ad est possibile le truppe d'invasione.
Di fronte alla stretta di Fulda, l'Armata Rossa effettivamente schierava una delle sue unità più potenti e preparate: l'8ª Armata della Guardia, formata da una divisione corazzata e tre divisioni motorizzate equipaggiate con i materiali più moderni. La 1ª Armata carri della Guardia, costituita da altre due divisioni corazzate ed una divisione motorizzata, si trovava più indietro, intorno a Dresda, dove erano schierate anche le efficienti unità tedesco-orientali della 3ª Armata della Nationale Volksarmee, con tre divisioni motorizzate e la 7. Panzer-Division. I comandi della NATO giustamente temevano un loro intervento in massa in secondo scaglione per sfruttare un eventuale sfondamento della prima ondata.
Dal 1979 la missione del 1º Battaglione e del 68º Reggimento Meccanizzato di stanza a Wildflecken, a sud del varco di Fulda, fu quella di stabilire una linea difensiva, fornendo un scudo dietro il quale altre unità del V Corpo avrebbero potuto avanzare e difendere. La 3ª Divisione Corazzata avrebbe presidiato Francoforte.
A causa della caduta della cortina di ferro nel 1989, la riunificazione della Germania nel 1990 e il conseguente ritiro delle forze sovietiche, il varco di Fulda ha perso la sua importanza strategica, ma rimane un importante simbolo della guerra fredda.

### Nella fiction
- The Day After - Il giorno dopo